# Odontolabis lacordairei
Odontolabis lacordairei is een keversoort uit de familie vliegende herten (Lucanidae). De wetenschappelijke naam van de soort is voor het eerst geldig gepubliceerd in 1861 door Samuel Constantinus Snellen van Vollenhoven. Hij deelde de soort in bij het geslacht Lucanus. Snellen van Vollenhoven gaf als wetenschappelijke auteur majoor Frederic John Sidney Parry op, omdat hij vermoedde dat dit dezelfde soort was als deze die Parry in manuscriptvorm beschreven had voor een "spoedig te verwachten Monographie". Parry vond echter dat het om twee "totaal onderscheiden" soorten ging, behorend tot het geslacht Odontolabis. Hij gaf de eer aan Snellen van Vollenhoven als auteur van Odontolabis lacordairei en noemde zijn eigen specimen Odontolabis vollenhovii als eerbetoon aan de Nederlandse entomoloog.
Odontolabis lacordairei is genoemd naar de Belgische entomoloog Jean Théodore Lacordaire, auteur van het monumentale werk Histoire naturelle des insectes.
De soort komt voor op Sumatra.